# Marek Kostrzewa
Marek Kostrzewa (ur. 19 czerwca 1957 roku w Lublinie) – były polski piłkarz, obrońca reprezentacji Polski. Przez większą część swej piłkarskiej kariery związany ze Śląskiem, czterokrotnie zdobywał z Górnikiem Zabrze mistrzostwo Polski.

## Kariera reprezentacyjna
Mimo wielu nadziei nie został powołany przez trenera Antoniego Piechniczka na Mistrzostwa Świata 1986. W reprezentacji rozegrał tylko 90 minut w spotkaniu z Holandią 14 października 1987.
| l.p. | Data                 | Miejsce | Przeciwnik | Rezultat | Rozgrywki       | Grał | Uwagi |
| ---- | -------------------- | ------- | ---------- | -------- | --------------- | ---- | ----- |
| 1.   | 14 października 1987 | Zabrze  | Holandia   | 0-2      | elim. Euro 1988 | 90'  |       |